# Litchfield (Québec)
Litchfield è un comune del Canada, situato nella provincia del Québec, nella regione di Outaouais.